# Joop van den Broek (schrijver)
Johannes Frederik (Joop) van den Broek (pseudoniemen: Jan van Gent en G. Buitendijk; Teteringen, 4 april 1926 – Amsterdam, 14 april 1997) was een Nederlandse journalist en schrijver van thrillers en detectiveromans.

## Loopbaan
Hij werkte voor dag- en weekbladen, persbureaus, radio en televisie. Voor zijn werk verbleef hij in Jakarta, Madrid en Paramaribo, plaatsen die in zijn boeken een rol speelden.
Van den Broek begon zijn loopbaan als journalist bij dagblad De Stem en was vervolgens van 1947 tot begin jaren 50 correspondent in Indonesië voor de radio en de Volkskrant. Na zijn terugkeer werkte hij voor het Algemeen Dagblad. Hij was in Spanje correspondent voor De Telegraaf en de AVRO. In 1968 was hij politiek redacteur bij het Algemeen Handelsblad. Hij ging in 1988 met de VUT.
Voor de detectiveroman Parels voor Nadra (1953) ontving Van den Broek de eerste prijs in de in 1952 door uitgeverij Bruna uitgeschreven prijsvraag voor misdaadverhalen. Parels voor Nadra wordt vaak beschouwd als de eerste 'hard-boiled' thriller van een Nederlands schrijver, in navolging van de bekendste hard-boiled auteurs Dashiell Hammett en Raymond Chandler.
Na de dood van W.H. van Eemlandt maakte Van den Broek diens reeds begonnen boek De schat van Aros Killee af.

## Citaat
"Er waren 169 inzenders, er zaten daar ook nog wat bekende schrijvers uit die tijd bij, die dachten, die tweeduizend gulden, dat doe ik wel even. Om me te verrassen stuurden ze het telegram dat ik de eerste prijs had op Sinterklaasavond. Ik woonde toen in Rotterdam. Maar er hadden al zoveel zwarte jongetjes gebeld om pepernoten naar binnen te gooien dat we niet meer opendeden, dus ik vond het telegram pas de volgende dag", aldus Van den Broek over de prijs die hem voor Parels voor Nadra werd toegekend.

## Diverse misdaadromans
- Het Tri-X Mysterie,  Den Haag, Kodak N.V.,  1955
- De vrouw van ons achten (met andere auteurs), Bruna, ZB 40, 1956
- Kermis in de regen, Bruna,  ZB 174, 1958
- Nacht in duizend bedden, Bruna,  ZB 709, 1964
- Misdaad en mysterie (met andere auteurs) het verhaal "Klein Duimpje – slot", Bruna,  ZB 1185, 1968

Als Jan van Gent schreef Van den Broek de volgende politieromans, eerst in de Antilopereeks van het Wereldvenster (Baarn), later als Zwarte Beertjes.
- Triptiek voor moord, Antilope 25, Bruna, ook ZB 818, 1956
- De mysterieuze J.G., Bruna,  ook ZB 851, 1956
- Wat deed William Foster?, Bruna, ook ZB 613 1957
- De laatste nacht, Bruna, ZB 614,  1957
- Spionnen in het web, Antilopereeks 26, 1957 (1e druk), 202 p.; 1961 (2e druk), 205 p.; Bruna,  ZB 819, 1964, 192 p.
- Solo voor een Spaanse, Bruna, ZB 1416, 1971
- Maffia: afdeling Amsterdam, Bruna,  ZB 1417,  1971

Overige boeken, geen misdaadromans
- Hier is Spanje, Bruna,  ZB 76,  1958
- A los toros. Over het stierengevecht. Bruna, 1961
- Spaans gepeperd, Elsevier, 1959
- Hier is/Voici/Hier ist/Here is Amsterdam (met foto's van Ben de Baat Doelman), Bruna,  ZB 204/205, 1959
- Zuid-Spanje, Bruna,  ZB 497, 1962
- Spanje: met Costa Brava, Mallorca, Andalusië en de Canarische Eilanden, Elseviers reisgidsen Pocket 47, 1963